# Université Bayero de Kano
L'université Bayero de Kano est une université située à Kano, dans l'État du même nom, au Nigeria. Elle a été fondée en 1975, puis renommée collège universitaire Bayero et passe de collège universitaire à université. C'est la première université de l'État de Kano.

## Historique
L'université Bayero portait initialement le nom de « collège Ahmadu-Bello », nom du Premier ministre du nord du Nigeria. Elle est créée en janvier 1960 par le ministère de l'Éducation du nord du Nigeria, dirigé par Isa Kaita, dans le but de préparer les titulaires du certificat d'études secondaires supérieures au G.C.E. et au A-level en arabe, hausa, histoire islamique, études islamiques et littérature anglaise. Lors de la création de l'université Ahmadu Bello à Zaria, dans l'État de Kaduna, le collège Ahmadu Bello a été renommé collège Abdullahi Bayero, en l'honneur d'Abdullahi Bayero, émir de Kano et peu de temps après, il est devenu une faculté de la nouvelle université.
Initialement situé dans l'enceinte de l'école d'études arabes près du palais de l'émir, le collège s'est installé dans l'ancien hôtel de l'aéroport de Kano, où il est resté jusqu'en mars 1968, date à laquelle il a déménagé à l'ouest  de Kano pour faire place à un hôpital militaire (la guerre civile nigériane ayant débuté l'année précédente). Les premiers étudiants ont commencé leurs études en février 1964 et ont obtenu leur diplôme en juillet 1966.
En 1975, le collège devient un collège universitaire et est renommé collège universitaire Bayero, avec Mahmud Tukur comme directeur. En 1977, il a reçu le statut d'université sous le nom de Université Bayero, avec Tukur comme vice-chancelier. En 1980, l'université a cessé de fonctionner en tant que faculté de l'université Ahmadu Bello de Zaria.

## Sections académiques
L'université Bayero dispose de facultés pour les sciences paramédicales, l'agriculture, les arts et les études islamiques, les sciences médicales de base, les sciences cliniques, l'éducation, l'ingénierie, les communications, la dentisterie, le droit, les sciences physiques, les sciences de la vie, les sciences pharmaceutiques, les sciences de la Terre et de l'environnement, les sciences sociales, les sciences de la gestion et la faculté d'informatique et de technologie de l'information.
Les centres de recherche comprennent : Le Centre de recherche médicale avancée, le Centre des maladies infectieuses, le Centre africain d'excellence en santé et politique de la population, le Centre d'études sur le genre, le Centre d'études islamiques, le Centre d'agriculture en zone aride, le Centre de recherche en biotechnologie, le Centre d'énergie renouvelable et le Centre d'étude des langues nigérianes, entre autres. L'université abrite également l'International Institute of Islamic Banking and Finance (IIIBF), unique en son genre dans le pays.
Le campus principal de l'université est situé à environ 12,8 kilomètres de la ville, le long de la route Kano-Gwarzo, c'est-à-dire le long de la route Janguza. Il existe un autre site (ancien campus) à BUK Road.

## Liste des dirigeants

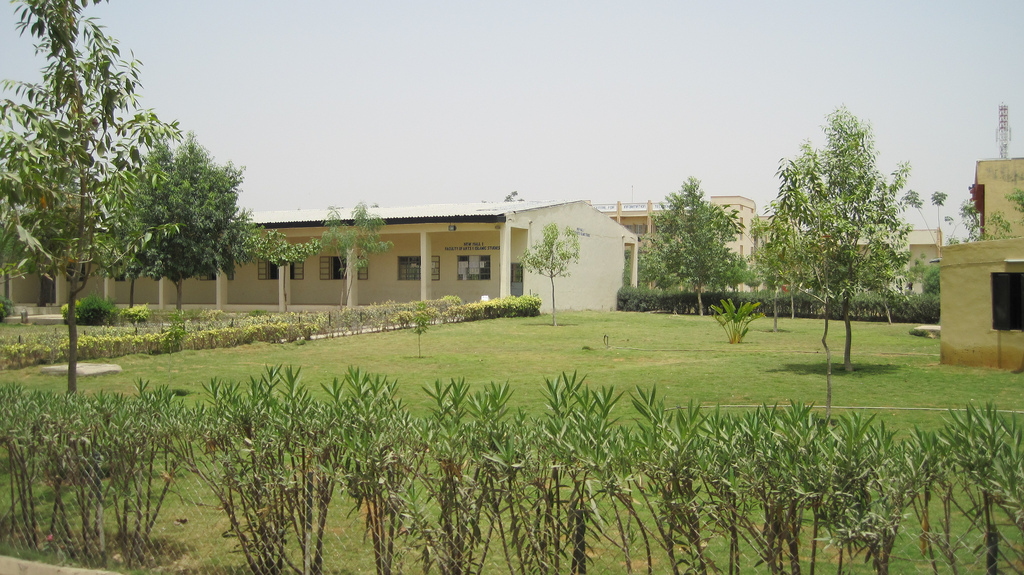
Campus de l'université Bayero de Kano

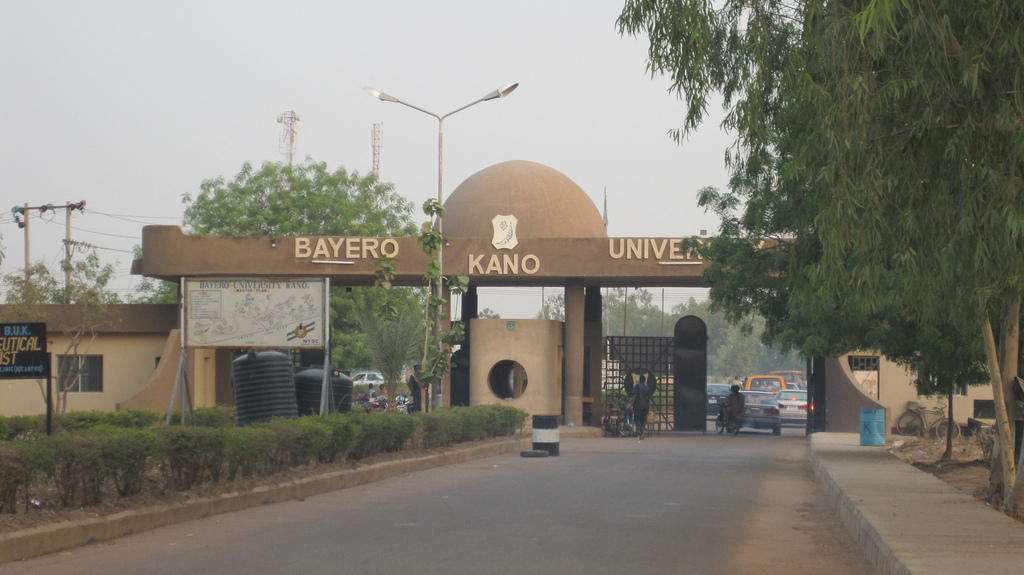
Nouveau portail d'entrée du site

### SAS Principal (et directeur de la section collège)
1. Aliyu Abubakar est né à Nafada, dans l'actuel État de Gombe, en 1909. Il a fréquenté l'université de Londres où il a obtenu une licence en langue anglaise. Après avoir été directeur de l'école d'études arabes de Kano, il a également été le premier commissaire à l'éducation de l'État de Bauchi après sa création en 1976. Il est décédé en novembre 1987.

### Prévôt du Collège Abdullahi Bayero
1. Abdalla Eltayeb (1964-1966)
2. Hamidu Alkali (septembre 1966-novembre 1969)
3. Shehu Galadanci (1969-1975)

### Principal du Bayero University College
1. Mahmud Tukur (septembre 1975-1977)

### Vice-chancelier
1. Mahmud Tukur (1975-octobre 1977)
2. JOC Ezeilo (1977-1978)
3. Ibrahim H.Omar (1979-1986)
4. Dandatti Abdulkadir (1986–1990)
5. M. Sani Zakraddeen (1990–1995)
6. Bello Bako Dambatta (1995–1999)
7. Musa Abdullahi (août 1999-2004)
8. Attahiru Muhammad Jega (septembre 2004-2010)
9. Abubakar Adamu Rasheed (juin 2010-17 août 2015)
10. Muhammad Yahuza Bello (18 août 2015–17 août 2020)
11. Sagir Adamu Abbas (17 août 2020–présent)

## Personnalités

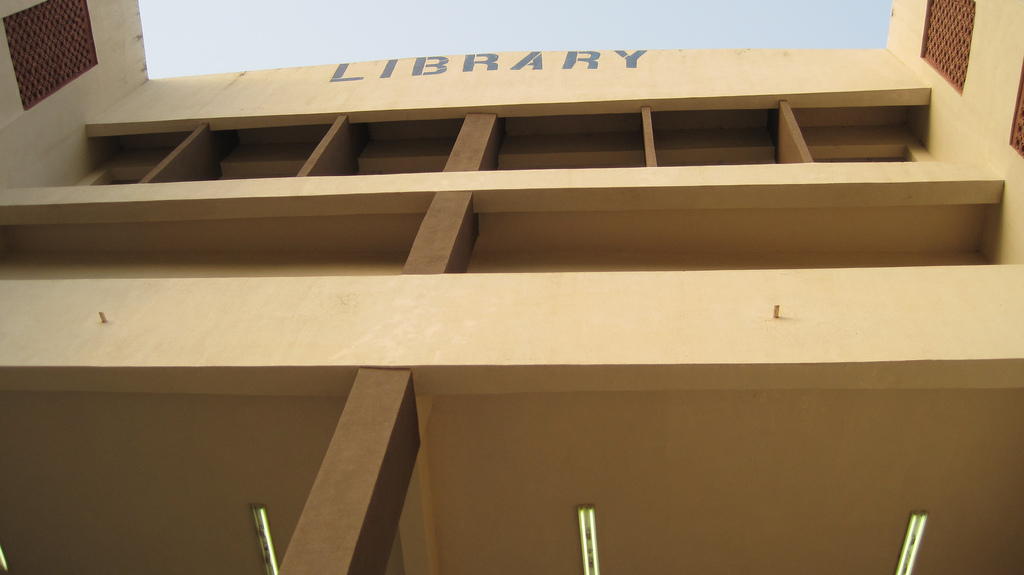
Bibliothèque de l'université Bayero de Kano

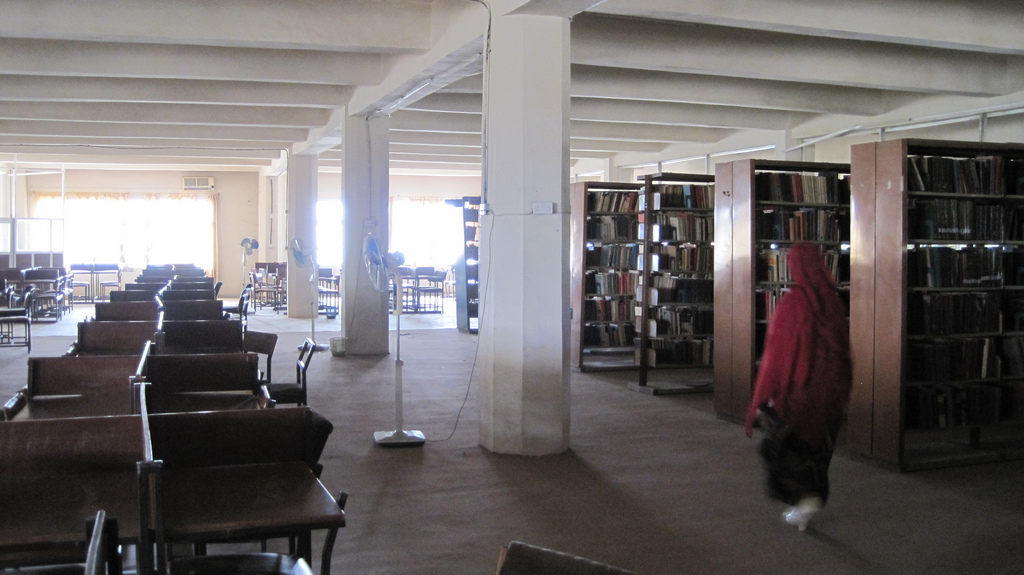
Bibliothèque de l'université Bayero de Kano

### Professeurs
- Abdalla Uba Adamou
- Stewart Brown
- Reginald Cline-Cole
- Hafsat Gandouje
- Abdulrazak Gurnah, prix Nobel de littérature 2021
- Mukhtar Atiku Kurawa

### Anciens étudiants
- Ahmed Adamu économiste pétrolier et conférencier
- Mansur Dan Ali, ministre de la Défense
- Zaynab Alcali, auteur[4]
- Zuwaira Gambo commissaire aux affaires féminines et au développement de la pauvreté, État de Borno
- Abba Gumel, professeur de mathématiques, université d'État de l'Arizona
- Mukhtar Shehu Idris, homme politique, gouverneur élu de l'État de Zamfara
- Farooq Kperogi, auteur, chroniqueur, professeur de journalisme à l'université d'État de Kennesaw
- Farouk Lawan, homme politique
- Saleh Mamman, ministre nigérian du pouvoir
- Moïse Ochonu, historien, auteur
- Saude Abdullahi-Aliyu, administrateur pédagogique
- Rabia Salihu Sa'id, physicienne
- Ibrahim Sheme, romancier, journaliste, éditeur
- Yushau Shuaib, auteur
- Jamilah Tangaza, journaliste, ancien directeur de BBC Hausa
- Ahmad Sani Yerima, ancien gouverneur, État de Zamfara
- Jumai Bello, directeur général Bauchi Radio Corporation

### Titulaires dedoctoratshonoris causa
- Yayal Ahmed
- Abdallahi Bayero
- Théophile Danjuma
- Mouammar Kadhafi
- Nelson Mandela
- Murtala Mohamed
- Yusuf Maitama Sule

## Collèges affiliés
- Collège d'éducation Sa'adatu Rimi [5]
- Collège d'État d'éducation de Jigawa [6]